# Love×Quartet 2010
Singles de Yui Sakakibara
Let's start now
(2010) Blue Mind
(2011)
Love×Quartet 2010 est le 24e single de Yui Sakakibara sorti sous le label LOVE×TRAX Office le 24 décembre 2010 au Japon.
Ce single contient de nouvelles versions de ses précédents singles. Il n'arrive pas dans le classement de l'Oricon.

## Liste des titres
| 1. | Again (Quartet Ver.)                                       | 5:24 |
| 2. | Kono Hanasaku Koro (Quartet Ver.) (此の花咲ク頃)           | 4:53 |
| 3. | Katayoku no Icarus (Quartet Ver.) (片翼のイカロス)         | 4:45 |
| 4. | Again (Violin Ver.)                                        | 5:24 |
| 5. | Kono Hanasaku Koro (Violin Ver.) (此の花咲ク頃)            | 4:53 |
| 6. | Katayoku no Icarus (Violin Ver.) (片翼のイカロス)          | 4:43 |
| 7. | Again (Quartet Instrumental)                               | 5:24 |
| 8. | Kono Hanasaku Koro (Quartet Instrumental) (此の花咲ク頃)   | 4:53 |
| 9. | Katayoku no Icarus (Quartet Instrumental) (片翼のイカロス) | 4:42 |